# سمكة الشراع
سمكة الشراع أو خيل البحر يتراوح طولها من متر إلى 30 أمتار، وتعتبر من أسرع الأسماك سباحة حيث تصل سرعتها إلى 109 كم/ساعة، تملك زعنفة ظهرية ضخمة تساعدها على السباحة بشكل انسيابي، ويتدرج لونها غالباً من الرمادي إلى الأزرق، وهي من الأسماك المنقرضة من فصيلة السنوريات البحرية، شوهدت اخر سمكة في سنة 1979.

## أماكنها
أكثر أنواع سمكة الشراع تعيش في المحيطات الأكثر دفئاً، فهي متوفرة بكثرة في الساحل الشرقي من المحيط الهندي